# In My Life (Cilla Black)
In My Life è l'ottavo album in studio della cantante britannica Cilla Black, pubblicato nel 1974.

## Tracce
Side 1
1. Flashback
2. I'll Have to Say I Love You, in a Song
3. Everything I Own
4. Baby We Can't Go Wrong
5. Someone
6. Daydreamer

Side B
1. In My Life
2. Never Run Out (Of You)
3. Let Him In
4. The Air That I Breathe
5. Like a Song
6. I Believed It All (Un Sorriso E Poi Perdonami)